# Ettore Milano
Ettore Milano (San Giuliano Nuovo, 25 de julio de 1925 - Novi Ligure, 21 de octubre de 2011 fue un ciclista italiano que fue profesional entre 1949 y 1958. Durante muchos años fue gregario de Fausto Coppi en el equipo Bianchi. Consiguió pocas victorias como profesional, destacando una etapa en el Giro de Italia de 1953. Al retirarse, pasó a ejercer las funciones de director deportivo en diferentes equipos italianos, Carpano, Tricofilina-Coppi, Sanson y Zonca, hasta 1979.

## Palmarés
1948
- 1º en la Coppa Andrea Boero

1953
- Vencedor de una etapa en el Giro de Italia

1956
- 1º en Vallorbe

## Resultados en las Grandes Vueltas y Campeonatos del Mundo
| Carrera         | 1949 | 1950 | 1951 | 1952 | 1953 | 1954 | 1955 | 1956 |
| --------------- | ---- | ---- | ---- | ---- | ---- | ---- | ---- | ---- |
| Giro de Italia  | 27º  | 51.º | 29º  | 44.º | 27º  | 41º  | 58.º | Ab.  |
| Tour de Francia | 51.º | -    | 52.º | 51.º | -    | -    | -    | -    |
| Vuelta a España | -    | -    | -    | -    | -    | -    | -    | -    |

-: no participa 

Ab.: abandono 